# Пра-финно-угорский язык
Пра-фи́нно-уго́рский язы́к — гипотетический язык - предок финно-угорских языков, реконструируемый методами сравнительно-исторического языкознания. Непосредственным предком прафинно-угорского языка является прауральский язык.

## История языка
Пра-финно-угорский язык распался на две ветви — финно-пермскую и угорскую. Называются следующие оценки даты распада: в 3000-2500 годах до н. э., в конце III тысячелетия до н. э. или приблизительно в 3500—3000 годах до н. э..
Впоследствии, во II тысячелетии до н. э., финно-пермская ветвь разделилась на пермские языки и финно-волжские.

## Прародина
В XVIII—XIX веках исследователи локализовали прародину исходя из ареала исторического расселения финно-угорских народов и самых грубых прикидок. А. Шлёцер помещал финно-угорскую прародину в районе Волги и европейской части Уральских гор. Ю. Клапрот также полагал, что прафинно-угры жили в районе Уральских гор. Й. Гагер считал, что она находилась на берегах Северного Ледовитого океана. Ф. И. Видеман и М. Кастрен, исходя из структурного сходства уральских и алтайских языков, искали финно-угорскую прародину в Средней Азии. Т. Аминофф размещал прародину финно-угров к западу от Урала в Волго-Камье.
Со второй половины XIX века для поисков прародины начинает применяться метод лингвистической палеонтологии. В применении его к финно-угорским языкам пионером является О. Доннер, разместивший прародину в средней части Урала или в Западной Азии. Ф. П. Кёппен, ориентируясь на прафинно-угорские названия деревьев и пчелы, локализовал прародину в среднем течении Волги.
Х. Паасонен считал, что прафинно-угры жили в районе Уральских гор, на рубеже Европы и Азии. Схожее предположение высказал И. Шебештьен, который думал, что на юге граница прародины доходила до нынешней Перми, а на западе до нижнего течения Сухоны.
Классическая гипотеза финно-угорской прародины была сформулирована в трудах Э. Сетяля и О. Койстинена. Согласно этой гипотезе, прародина располагалась в районе поворота Волги на юг. Одни учёные включали в территорию этой прародины бассейн Оки, другие — бассейны Камы, Вятки и Белой. Этой гипотезы придерживались М. Жираи, П. Равила, Ю. Тойвонен.
Прафинно-уграм были известны следующие названия растений и животных, отсутствующие в прауральском: *nakrɜ «кедровый орех, шишка», *näŋɜ «лиственница», *śala «вяз», *tokta «гагара», *maj- «бобр», śije-le «ёж» .
Данные лексики говорят о том, что по сравнению с прауральским периодом в быте прафинно-угров не произошло существенных изменений.

## Лингвистическая характеристика

### Фонетика и фонология

#### Согласные
Согласные прафинно-угорского языка:
|              | Взрывные | Аффрикаты | Спиранты       | Носовые | Латеральные | Полугласные | Дрожащие |
| ------------ | -------- | --------- | -------------- | ------- | ----------- | ----------- | -------- |
| Губные       | p        |           |                | m       |             | w           |          |
| Зубные       | t        |           | s, d (ð)       |         | l           |             |          |
| Альвеолярные |          | č (t͡ʃ)    | š              | n       |             |             | r        |
| Палатальные  |          | ć         | ś (sʲ), ď (ðʲ) | ń (nʲ)  | ľ           | j           |          |
| Велярные     | k        |           |                | ŋ       |             |             |          |

Кроме того, Б. Коллиндер, Г. Барци и В. Штейниц реконструируют также ретрофлексный *ḷ.
По сравнению с прауральским состоянием была утрачена фонема /x/, причём её выпадение сопровождалось удлинением предшествующего гласного: п.-у. *kåxse̮ > п.-ф.-у. *koosi «ель».

### Морфология
Префиксы отсутствовали.

#### Существительное
Падежей было восемь:
- Номинатив (без показателя);
- Генитив: *-n;
- Аккузатив: *-m;
- Локатив I: *-na/-nä;
- Локатив II: *-t/-tt
- Аблатив *-ta/-tä;
- Латив I: *-k;
- Латив II: *-ń.

Иногда также восстанавливают латив III с показателем *-i̯.
Во многих языках-потомках количество падежей увеличилось, так, в венгерском их количество дошло до двадцати, однако в обско-угорских языках сохранилось всего три падежа.
Все существительные изменялись по единому склонению.
Чисел было три: единственное, двойственное и множественное. Двойственное число в большинстве языков-потомков исчезло, сохранившись только в саамских и обско-угорских языках.

#### Числительное
Для прафинно-угорского реконструируются следующие числительные: *ikte / *ükte «один», *käkte «два», *kolme̮ «три», *neljä «четыре», *witte «пять», *kutte̮ «шесть», *śäjćem «семь», *luke «десять», *kojćɜ / *kuśɜ «двадцать».
Числительные «восемь» и «девять», по всей видимости, выражались как «два-десять-без» и «один-десять-без».
Числительное *śata «сто» было заимствовано из иранской ветви индо-иранских языков.

#### Местоимение
Местоимения делились на личные, указательные и вопросительные.

#### Глагол
Глаголы изменялись по двум временам: настоящему (показатели *-k- и нулевой) и прошедшему (показатели *-j- и *-ś-).
Отрицательные формы образовывались при помощи особого вспомогательного глагола.

### Синтаксис
Определение ставилось перед определяемым и не согласовывалось с ним по числу и падежу.

### Лексика
Для прафинно-угорского реконструируется около 1000—1200 слов, из которых 400—500 восходят к прауральскому периоду.
Реконструкция лексики прафинно-угорского языка позволяет многое узнать об образе жизни его носителей. Известно, что прафинно-угры занимались рыболовством, охотой и собирательством. Животноводство, видимо, ещё только начинало развиваться, земледелие было неизвестно. Жили в землянках и в чумах, крытых шкурами и корой деревьев. Был распространён анимизм, о чём говорит наличие слов *lewle «душа, дух», *šuŋe̮ «душа, призрак», *kolja «чёрт», *ńojta «колдун, чародей». Инструменты изготовляли из камня, кости и дерева, металлы использовали только в качестве украшений, ковка и литьё были неизвестны. Посуда изготавливалась из глины и дерева, были известны прядение и ткачество. Передвигались на лодках, лыжах и санях.
Носители прафинно-угорского языка активно контактировали с праиндоиранцами, о чём свидетельствует ряд заимствований: *aja- «гнать, охотиться» < *aĝ- «гнать», *arwa / *arɣa «цена, стоимость» < *asᴕrɜ «господин» < *asura, *kanɜ- «сыпать» < *kan- «копать, бросать», *kota «чум, жилище» < *kota «жилое помещение», *mekš(e)- «пчела» < *mekš-, *mete- «мёд» < *medʰu «мёд», *oća / *ońća «часть» < *onśo-, *ora «шило» < *ōrā «шило», *orpa(sɜ) / *orwa(sɜ) «сирота, вдова» < *orbʰos «сирота», *repä(ćɜ) «лиса» < *reupōśo-, *śasra «тысяча» < *(sa)źʰasra- «тысяча», *śata «сто» < *śatam «сто», *śorwa «рог» < *śruva / *śrva «рог», *teke- «делать» < *dʰē- «класть», *wetä- < *wedʰ- «вести», *wiɣe- «брать, нести» < *weĝʰ- «тянуть, везти», *wosa «товар, торговля» < *wos- / *wes-.